# Liceenii
Liceenii este un film de dragoste românesc din 1986, regizat de Nicolae Corjos. Rolurile principale au fost interpretate de actorii Ștefan Bănică-junior, Mihai Constantin, Oana Sârbu, Cesonia Postelnicu, Tudor Petruț, Tamara Buciuceanu-Botez și Ion Caramitru. Filmul prezintă povestea de dragoste dintre doi elevi de clasa a X-a: Mihai Marinescu (Ștefan Bănică Jr.) și Dana Vasilescu (Oana Sârbu). Idila lor va trece prin multe încercări.
El se află pe locul 25 în topul celor mai vizionate filme românești din toate timpurile după cum atestă un comunicat din 2006 al Uniunii Autorilor și Realizatorilor de Film din România.

## Rezumat
După ce rămăseseră corigenți la matematică în clasa a IX-a, elevii provinciali Mihai Marinescu (Ștefan Bănică-junior) și Ionică Popescu (Mihai Constantin), colegi de cameră la căminul liceului, au învățat toată vara și au reușit să treacă la examinarea din toamnă. Spre deosebire de Ionică care a obținut doar nota 5, Mihai a luat nota 10 și vrea ca în anul următor să nu mai ajungă într-o astfel de situație, cu atât mai mult cu cât urmează susținerea examenului de treapta a II-a. Dirigintele clasei a X-a B este profesorul de filozofie Mihai Gavrilescu (Ion Caramitru), poreclit de elevi „Socrate”.
Mihai este îndrăgostit în secret de colega sa Dana Vasilescu (Oana Sârbu), căreia îi pune periodic o garoafă în pupitrul băncii. Dana este însă iubita colegului Șerban Pascu (Tudor Petruț), premiantul clasei, și crede că garoafele sunt puse de acesta. În ședința Biroului Organizației UTC, unii elevi propun schimbarea lui Șerban din funcția de secretar al organizației, iar Dana, în calitate de reprezentantă a comitetului UTC, afirmă că acesta este malițios și individualist. Șerban este înlocuit astfel cu Vlad Hulubei (Cătălin Păduraru) și își exprimă nemulțumirea că nu a fost susținut de iubita sa, punând mai presus interesul personal față de interesul clasei. Cei doi iubiți se despart.
Pentru a se apropia de Dana, Mihai începe să studieze șahul pentru a o impresiona, fata fiind campioană la acest joc. El participă la un simultan de șah, fiind lăudat cu acest prilej. De asemenea, Mihai se oferă să ajute la realizarea unui referat pentru cercul de literatură, refuzând invitația severei profesoare Baldovin (Tamara Buciuceanu-Botez), poreclită „Isoscel”, de a participa la Olimpiada de matematică. Astfel, el își neglijează lecțiile pentru școală și începe să ia note mici, spre amărăciunea tatălui său (Sebastian Papaiani).
Cu prilejul petrecerii organizate pentru aniversarea de către Șerban a vârstei de 17 ani, el se împacă cu Dana. Mihai își dă seama că Dana nu va fi pentru el decât o colegă și începe să învețe din ce în ce mai mult așa cum și-a dorit răposata sa mamă. Notele sale devin din ce în ce mai mari, iar tatăl său este mândru de activitatea sa școlară. La un meci de fotbal, Mihai este lovit de Vlad, iar Ionică, crezând că fapta a fost intenționată, îi pune o piedică lui Vlad, provocându-i acestuia o luxație a piciorului. Dirigintele îl sancționează pe Ionică cu avertisment și trei săptămâni de consemnare în internat. Ulterior, Vlad obține premiul I la Olimpiada națională la matematică.
La teza de matematică, Mihai refuză să-l ajute pe Ionică după ce încercase de mai multe ori să-l convingă să învețe în loc să-și piardă timpul. Șerban îl critică pe Mihai pentru că nu-l interesează de interesul clasei, iar Dana își dă seama că iubitul ei este egoist și individualist, cerându-le celorlalți elevi să adopte o atitudine pe care el o disprețuia. Cei doi se despart iarăși. În perioada următoare, Dana constată că suferă tulburări de vedere, dar refuză să se destăinuie celorlalți. Mihai află de problemele medicale ale fetei prin intermediul lui Ionică, acesta citind pe ascuns câteva fraze din jurnalul Danei, și-l anunță pe Socrate care vorbește cu părinții ei.
În ultima săptămână a anului școlar, Ionică este meditat la matematică de Mihai și obține notă de trecere, evitând astfel corigența. El își convinge colegul de cameră să-i pună Danei în pupitru o floare, atunci când aceasta urma să intre în clasă, iar fata își dă seama cine este cel care i-a pus flori în bancă în timpul întregului an. Toți elevii clasei reușesc să treacă de treapta a II-a, Mihai și Vlad obținând nota maximă. Dana îl felicită pe Mihai, iar acesta îi dăruiește un obiect de podoabă ce aparținuse mamei lui, după care cei doi se sărută.

## Distribuție
- Ștefan Bănică-junior — elevul Mihai Marinescu, un tânăr ambițios originar din provincie
- Mihai Constantin — elevul Ionică Popescu, prietenul și colegul de internat al lui Mihai
- Oana Sârbu — eleva Dana Vasilescu, colega de clasă pe care o iubește Mihai, pasionată de șah
- Cesonia Postelnicu — eleva Geta, iubita lui Ionică
- Tudor Petruț — elevul Șerban Pascu, premiantul clasei, iubitul Danei
- Tamara Buciuceanu-Botez — profesoara de matematică Baldovin, poreclită „Isoscel”
- Ion Caramitru — profesorul de filozofie Mihai Gavrilescu, poreclit „Socrate”, dirigintele clasei a X-a B
- Silviu Stănculescu — tatăl lui Șerban, medic
- Dorina Lazăr — mama lui Șerban, medic
- Sebastian Papaiani — tatăl lui Mihai
- Cristina Deleanu — directoarea școlii
- Iarina Demian — mama Danei
- Liviu Crăciun — tatăl Danei
- Mihai Mereuță — nea Pandele, portarul de la căminul liceului
- Cătălin Păduraru — elevul Vlad Hulubei, premiant la Olimpiada de matematică
- Dan Cociș — elevul Adrian Ionescu, colegul de internat al lui Mihai
- Violeta Apetrei
- Carmen Papa — o elevă de liceu
- Costin Mărculescu — elevul Emil, „biologul” clasei, cel care aduce broaște la școală
- Ștefan Velniciuc — pedagogul de la internatul liceului
- Dorina Done
- Rada Istrate
- Carmen Ungureanu
- Simion Negrilă — maistrul de la atelierul de strungărie
- Ioan Albu
- Dumitru Crăciun — paznicul de noapte de la atelierul de strungărie
- Ilie Gîlea
- Ion Neacșu
- George Ivașcu — elevul care aduce cadou un iepuraș
- Mihaela Gavril
- Bogdan Vodă
- Mihaela Teleoacă — o elevă blondă
- Ioana Abur

## Producție
Scenariul filmului a fost scris de romancierul George Șovu (1931—2016), inspector de limba și literatura română la Inspectoratul Școlar al Municipiului București (1974—1991). El scrisese anterior scenariul filmului Declarație de dragoste (1985). Consultant al filmului a fost prof. dr. Constanța Bărboi. Ulterior, scriitorul a realizat o novelizare a filmului, publicând în 1992 romanul Liceenii (Ed. Iacobi, București, 1991), reeditat în 2001 de Editura Virtual.
Filmul a fost realizat în studiourile Centrului de Producție Cinematografică București. Regizori secunzi au fost Cornelia Mihalache și Mona Segal Rotaru, iar asistent de regie Mihnea Columbeanu. Filmările au durat două luni și jumătate și au avut loc în vara anului 1986.

### Scenariu
În timp ce filmul nu s-a angajat în inovații ale limbajului filmic (prin tehnici, abordare a scenariului ș.a.m.d.), succesul în epocă a fost asigurat de un subiect care-i are pe tineri în prim-plan, priviți dintr-un unghi de vedere foarte curajos în epocă. Astfel, nu trebuie uitat faptul că școala este abordată într-o manieră care contestă seriozitatea multor aspecte ale învățământului și nu numai, pentru efecte comice lucrându-se în mai multe rânduri în baza motivului lumii pe dos. Iată câteva dialoguri (reproduse în grafia vremii):
„Ionică: Ce facem la adunarea U.T.C.: mă critici tu, te critic eu sau ne facem autocritica?
Geta: Nu știi că-i mai ușor să critici?”
„Șerban: Elevul Șerban Pascu are onoarea să invite pe colegii săi [...] la aniversarea celor șaptesprezece primăveri [...] Ținuta obligatorie nu este obligatorie; prezența, însă, da!
Geta: Adică cum, Șerbane, fără ținută? Fără, fără?
Șerban: Se poate și «fără, fără» dacă îți dă mîna, dar cu ținută morală!”
„Ionică: Hai, mă, zi și mie ceva, zi măcar un subiect!
Mihai: Nu ți-am spus clar că nu!? [...]
Șerban: O clipă, vă rog, nu pleacă nimeni! Bine, mă Mihai, de ce nu l-ai ajutat?
Mihai: Adică cum, să-l ajut?
Șerban: Îți cădea mîna dacă-i făceai ceva acolo, măcar de-un cinci?
O colegă: Dă-o-ncolo, mă Mihai, Șerban are dreptate! Acum, dacă rămîne corijent [sic], ce facem?
Altă colegă: Da, mă, ăia de la „C” n-or să aibă nici un corigent! [...]
Ionică: Ia, mai terminați odată! Mă pasați așa, ca pe-o minge, de la unul la altul? Ce credeți că sînt eu?
Lia: Tu să taci! La urma urmei nu este vorba de tine, este vorba de interesul clasei noastre.”
Din perspectiva actuală, situațiile descrise au un impact mult diminuat, filmul ajungând să capete valențe de „document” pentru atmosfera vieții de liceu a acelor ani (cu toate că o prezentare fidelă, în stil documentar, nu a fost scopul scenariului, autorii nefiind de altfel interesați de o asemenea abordare, de la bun început irealizabilă din pricina barierei cenzurii ideologice).

### Actori
Interpreții elevilor Mihai Marinescu, Ionică Popescu și Șerban Pascu, Geta, Ștefan Bănică-junior (n. 1967), Mihai Constantin (n. 1964), Tudor Petruț (n. 1963) și Cesonia Postelnicu (n. 1968), erau rude ale unor cunoscuți actori de film: primul era fiul actorului și cântărețului Ștefan Bănică, al doilea era fiul actorului George Constantin și nepotul actriței Tamara Buciuceanu-Botez (interpreta profesoarei „Isoscel”), al treilea era nepotul actorului Emanoil Petruț, iar cea de-a patra era fiica actorului Sorin Postelnicu și a actriței Rodica Mureșan. De asemenea, interpretul lui Vlad, Cătălin Păduraru (n. 1968), este fratele mai mic al actorului Adrian Păduraru (n. 1960), care a interpretat rolul principal în Declarație de dragoste.
Mihai Constantin a fost considerat de scenaristul George Șovu ca nepotrivit pentru rol, fiind respins la probe pe motiv că dădea impresia de neseriozitate. Actorul a citit doar replicile lui, nu și pe ale celorlalți. Regizorul l-a susținut însă și l-a chemat la încă o probă, iar scenaristul și-a dat acordul. Ștefan Bănică-junior era de două luni militar în termen și-și făcea stagiul militar la o unitate de infanterie din Craiova. El a afirmat că a fost chemat la probe de Corjos și că nu-l interesa inițial rolul, dar se săturase de mâncarea din cazarmă. Cesonia Postelnicu a luat probele, dar părinții ei (actorii Sorin Postelnicu și Rodica Mureșan) nu i-au dat voie să participe la filmări, ea fiind silită să citească scenariul sub plapumă, cu lanterna.
Oana Sârbu (n. 1968) era fiica lui Romulus Sârbu, care făcea parte din celebrul cuplu comic-fantezist Anton și Romică de la Teatrul de revistă „Constantin Tănase”. Ea era pasionată de muzică și a cântat în Corul „Preludiu”, participând la spectacole și concursuri. A concurat la festivalul muzical „Steaua fără nume”, fiind observată de regizorul Nicolae Corjos și solicitată mai apoi să participe la probele de selecție pentru rolurile din Liceenii, unde a concurat cu sute de tineri inclusiv cu studenți de la IATC și cu copii de actori. Ea avea pe atunci 18 ani și era elevă în clasa a XII-a la Liceul Hasdeu, specializarea filologie‑istorie. A dat probe chiar cu Ștefan Bănică-junior, iar cuplul lor a atras atenția realizatorilor. Oana Sârbu a lipsit câteva săptămâni de la școală, ea urmând să susțină în vara următoare examenul de bacalaureat. Nu s-a acomodat de la început cu echipa de actori, ea fiind mai retrasă, și s-a apropiat de ei mai târziu. Ștefan Bănică-junior, Mihai Constantin și Cesonia Postelnicu formau deja o gașcă, iar Cesonia era prietena oficială a lui Ștefan Bănică-junior. În seara premierei, Oana Sârbu a purtat o rochie făcută de bunica ei, care era croitoreasă de meserie.
După lansarea filmului, tinerii actori au devenit foarte populari, participând la turnee de câteva luni prin întreaga țară. Sălile erau pline de spectatori, iar tinerele vedete susțineau câte patru‑cinci spectacole pe zi, cântând piesele muzicale din film. Pentru ca actorii să iasă din sală la sfârșitul spectacolelor, responsabilii cinematografelor întrerupeau frecvent luminile. Oana Sârbu a fost declarată de revista Cinema în 1987 „cea mai populară actriță”. Actorul Ion Caramitru a declarat însă că nu înțelege succesul filmului.
Ștefan Bănică-junior a intrat în conflict cu activistul comunist Mihai Dulea, care i-a interzis să apară un an în orice film, pentru că prin 1987 sau 1988 tânărul a refuzat rolul principal într-un film al Elisabetei Bostan. Actorul a fost trecut pe generic Ștefan Bunicu, ca să nu se facă legătura cu tatăl său, dar Corjos a modificat genericul, adăugându-i „junior” la capătul numelui.

### Muzică

Leit-motiv din coloana sonoră a filmului: cel al Danei (sus) şi cel al lui Mihai (jos).

Muzica din acest film a fost compusă de Florin Bogardo, autorul muzicii filmului anterior din seria „Liceenii”. Redactor muzical a fost Anca Dumitrescu Ștefan. Melodiile sunt interpretate de corul „Madrigal” dirijat de prof.univ. Marin Constantin. Coloana sonoră a filmului (cuprinzând melodii compuse în general pentru sintetizatorul de sunet, dar și un număr de leit-motive cântate la pian sau sintetizator) a rămas în memoria publicului.
Piesa centrală a coloanei sonore, Ani de liceu, a devenit un veritabil imn pentru liceenii români. Textul cântecului a fost scris de Sașa Georgescu și pus pe muzică de Florin Bogardo; melodia a fost interpretată în film de Stela Enache și Florin Bogardo. Piesa muzicală a fost inițial atacată pentru versurile sale, scrise într-o notă corespunzătoare scenariului filmului – deci neagreabilă pentru regim –, fără a fi totuși cenzurată sau modificată.

## Seria „Liceenii”
Filmul a fost precedat de un altul, prin intermediul căruia regizorul Corjos a putut testa interesul publicului pentru creații de asemenea gen – Declarație de dragoste (1985). Deoarece filmul anterior a avut parte de un mare succes la public, cuplul George Șovu - Nicolae Corjos (scenarist - regizor) au realizat o mică serie de filme cunoscută ca seria „Liceenii”, începând cu filmul titular și sfârșind în anii '90. Ultimul film din serie a fost regizat de Mircea Plângău. Filmele se succed în următoarea ordine:
- Declarație de dragoste (1985)
- Liceenii (1986)
- Extemporal la dirigenție (1988)
- Liceenii Rock'n'Roll (1991)
- Liceenii în alertă (1993)

În filmul Liceenii, elevii Ionică, Adrian și Geta merg într-o după-amiază la cinematograf și vizionează Declarație de dragoste, din care este prezentată o secvență (scena sărutului din parc dintre Alexandru și Ioana).

## Recepție
Filmul Liceenii a avut parte de un mare succes la public, fiind vizionat de 5.521.128 de spectatori la cinematografele din România, după cum atestă o situație a numărului de spectatori înregistrat de filmele românești de la data premierei și până la data de 31.12.2006 alcătuită de Centrul Național al Cinematografiei. A fost relansat la 5 aprilie 2002, fiind vizionat de încă 1.059 spectatori. Filmul se află astfel pe locul 25 în topul celor mai vizionate film românești din toate timpurile după cum atestă un comunicat din 2006 al Uniunii Autorilor și Realizatorilor de Film din România.
Filmele cu liceeni realizate de regizorul Nicolae Corjos la propunerea scenaristului George Șovu s-au bucurat cu toate de o primire entuziastă din partea publicului tânăr. Ele au reprezentat „o adevărată revelație”, după cum o considera criticul Călin Căliman, succesul fiind aproape instantaneu ca urmare a „foamei” de pelicule destinate adolescenților și tinerilor. În acest context, primul film din serie a picat ca „ploaia pe ogor însetat”, după cum scria Alice Mănoiu, realizatorii găsind tonul potrivit cu care să se adreseze tinerilor și extrăgând personaje și întâmplări atractive dintr-un mediu școlar idealizat. Cel de-al doilea film, Liceenii, s-a axat pe elevi dintr-o clasă mai mică, aceștia anticipând „declarația de dragoste” ca psihologie. Succesul filmului este evidențiat și de faptul că, într-o cercetare sociologică, Oana Sârbu a fost considerată de către un „eșantion reprezentativ” drept cea mai bună actriță română a tuturor timpurilor.

### Premii
Acest film a fost distins în 1986 cu două premii ale Asociației Cineaștilor din România (ACIN): Nicolae Corjos a primit Premiul special al juriului pentru popularitate - pentru filmul Liceenii, iar Florin Bogardo a primit Premiul pentru muzică pentru activitatea sa la filmul Liceenii (acest premiu a fost obținut și de Temistocle Popa pentru muzica din filmul Un oaspete la cină). De asemenea, tinerii actori Oana Sîrbu, Cesonia Postelnicu, Ștefan Bănică jr., Mihai Constantin și Tudor Petruț au primit câte o diplomă specială pentru interpretarea rolurilor din acest film.

### Aprecieri critice
Criticul Tudor Caranfil a dat filmului două stele din cinci și a făcut următorul comentariu: „Întâmplări dramatice sau hazlii, după părerea autorilor, prin care trec elevii unei clase a X-a de la corigență, la treaptă. Continuând Declarația de dragoste, filmul îi reia personajele, adăugând combinații și complicații. Cam idilică povestea, dar regizorul vădește „mână bună” în alegerea unei distribuții care, deși formată din necunoscuți, a rezistat patru serii. În Liceenii e lansat și un șlagăr contagios, „Ani de liceu”, de Florin Bogardo (Pr. ACIN), care va deveni emblema muzicală a serialului. 5.500.000 de tineri au luat cu asalt cinematografele.”